# Peter Henlein
Peter Henlein  (néhol Henle vagy Hele) (1485 k. – 1542. augusztus) német lakatosmester, akit a zsebóra feltalálójaként tartanak számon.

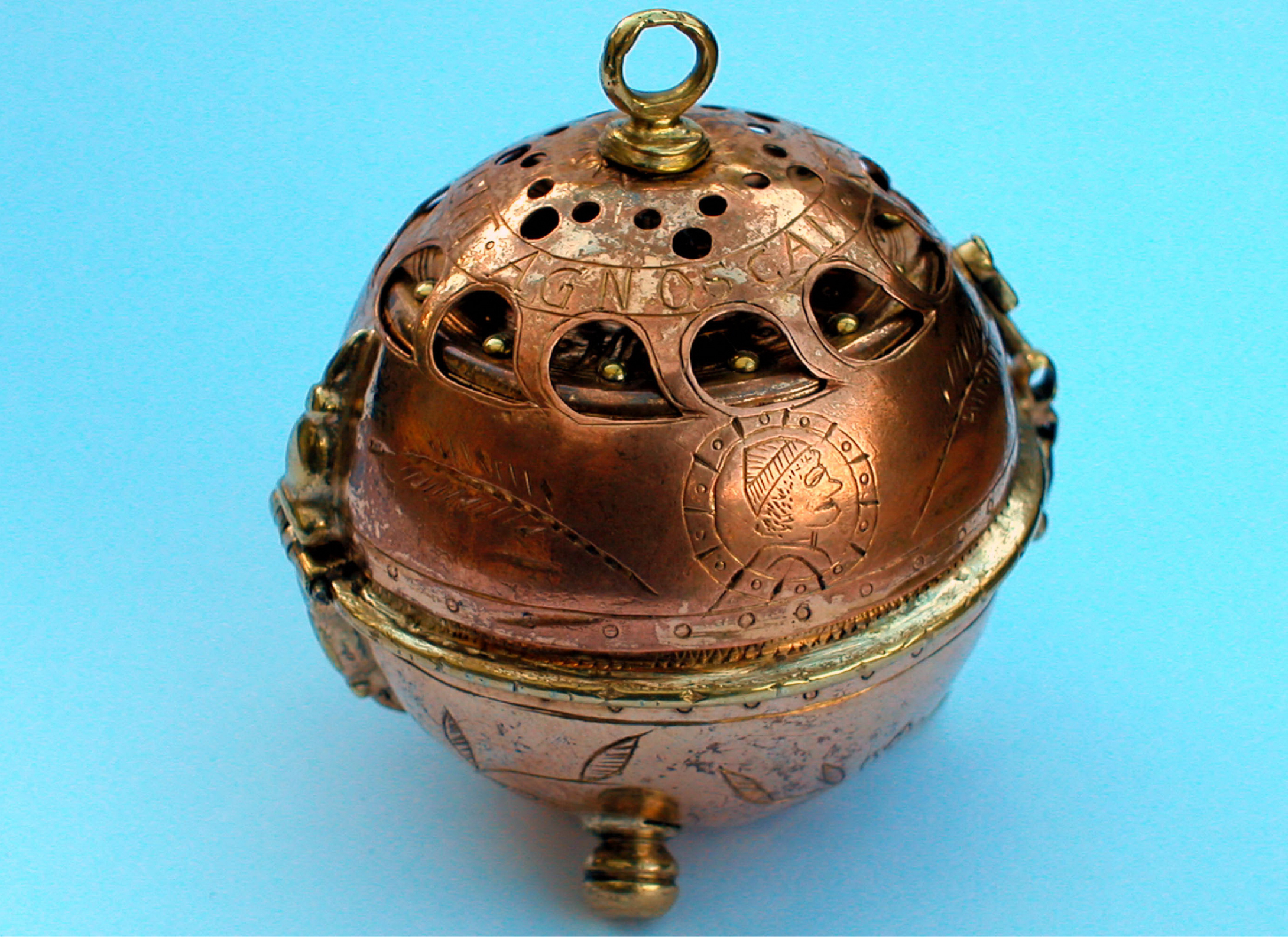
Óra 1505-ből

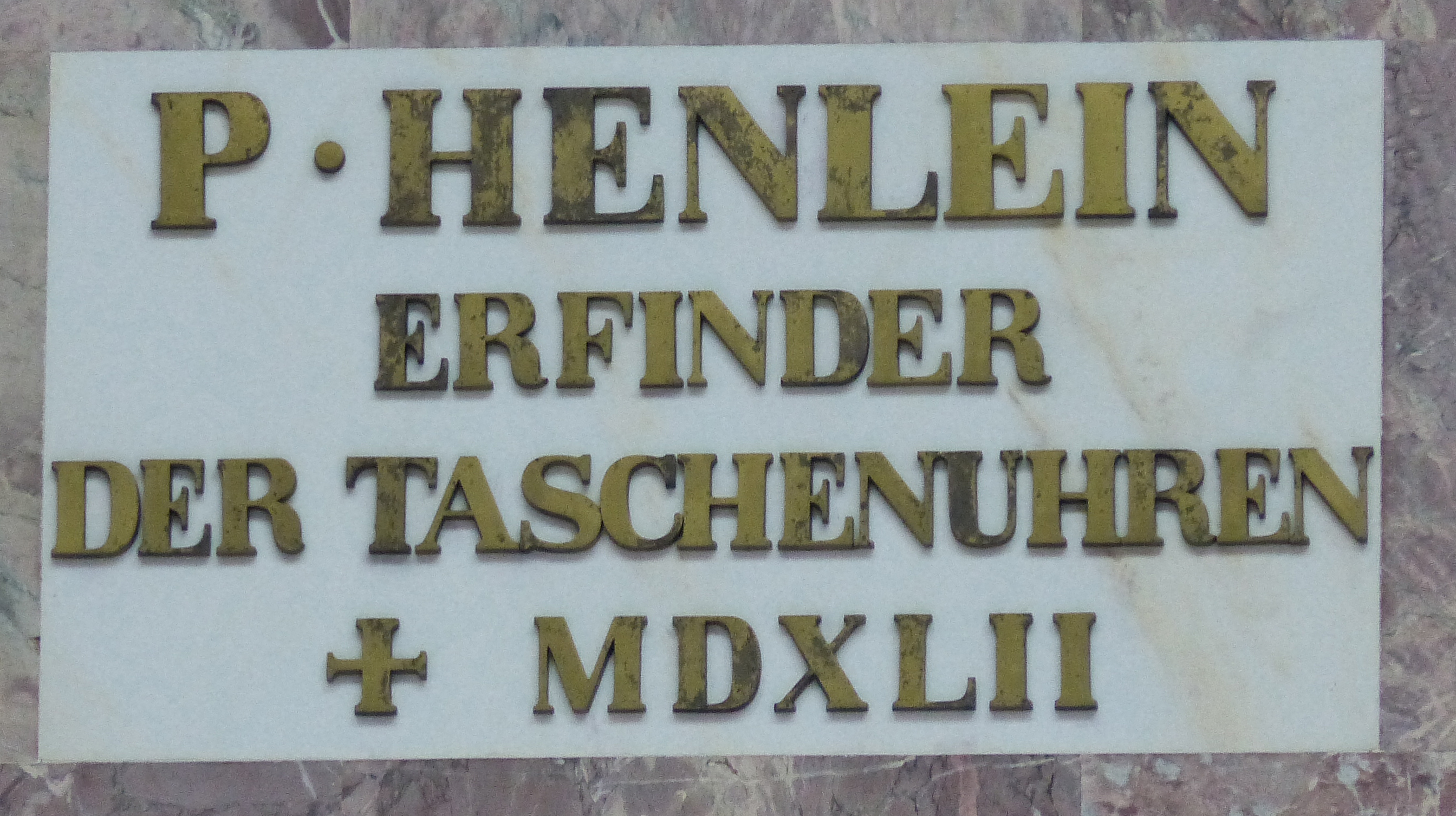
Peter Henlein emléktáblája a Walhalla emlékművön

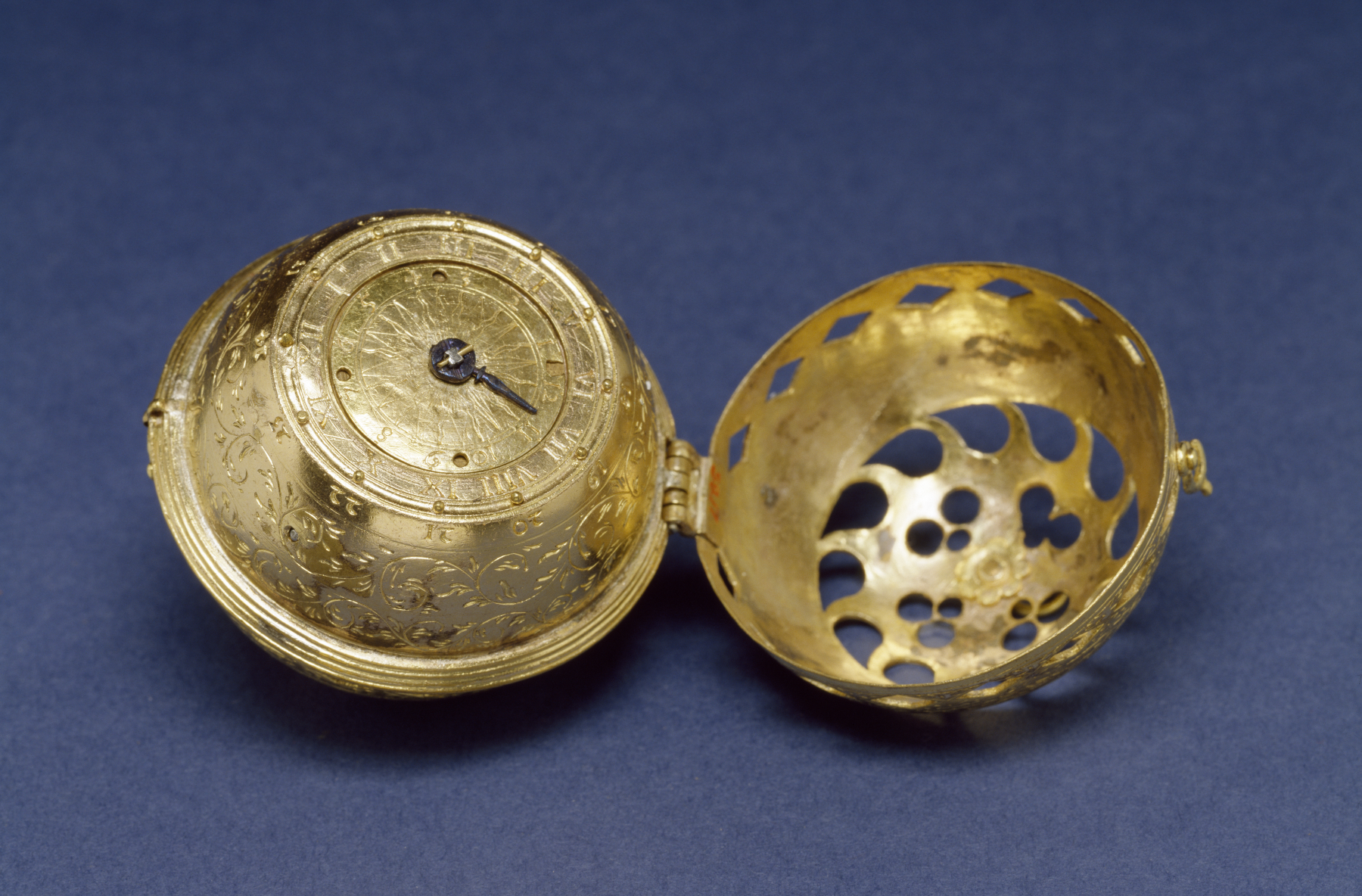
Peter Henlein által 1530-ban alkotott óra, amely egykor Philipp Melanchthoné volt (Walters Art Museum, Baltimore)

## Életpályája
Születésének éve számos helyen eltérően szerepel. Mint lakatos elsőként készített zsebben hordható méretű időmérő  eszközt.
1504. szeptember 7-én egy verekedésbe keveredett, amelynek során egyik társa, egy lakatosinas meghalt. Henleinnek a helyi ferences kolostor nyújtott menedéket 4 éven át, egészen 1508-ig. 1509-ben mester lett a nürnbergi lakatoscéhben.